# Skunk River
Der Skunk River ist ein 150 km langer Fluss im Osten des US-amerikanischen Bundesstaates Iowa. Sein Lauf beginnt mit dem Zusammenfluss des North Skunk River mit dem South Skunk River bei Ollie im Keokuk County und endet mit der Mündung in den Mississippi südlich von Burlington. Der Mississippi bildet hier die Grenze Iowas zu Illinois.
Die  beiden Quellflüsse sind jeweils länger als der Fluss selbst:
- Der North Skunk River ist mit 208 km[2] der kürzere der beiden Quellflüsse. Er entspringt südwestlich von State Center im Marshall County im Zentrum Iowas auf 42,0028° N, 93,2099° W.
- Der South Skunk River ist mit 298 km[3] der längere der beiden Quellflüsse. Er entspringt westlich von Williams im Hamilton County im mittleren Norden Iowas auf 42,488° N, 93,5927° W.

## Andere Namen des Skunk River
Der Fluss ist noch unter einer Reihe weiterer Namen bekannt:
| - Chacaqua - Checaqua - Chicaqua - Chicaque - Pole Cat Creek | - Shacaqua - Shecauque - Shikagua River - Shikaqua River - Skuyk River |